# Lluís Vicent Aracil i Boned
Lluís Vicent Aracil i Boned (València, 1941) és un sociolingüista valencià. Es considera que va ser l'impulsor i un dels autors més importants de la sociolingüística catalana. Figura principal del nucli sociolingüista valencià, del qual també formà part el destacat sociolingüista Rafael Ninyoles (València, 1943-2019), la seua aportació teòrica a la sociologia del llenguatge durant la dècada dels anys setanta i principi dels anys vuitanta del segle XX és la més innovadora, rica i profunda que ha produït fins ara la comunitat lingüística dels Països Catalans.

## Biografia

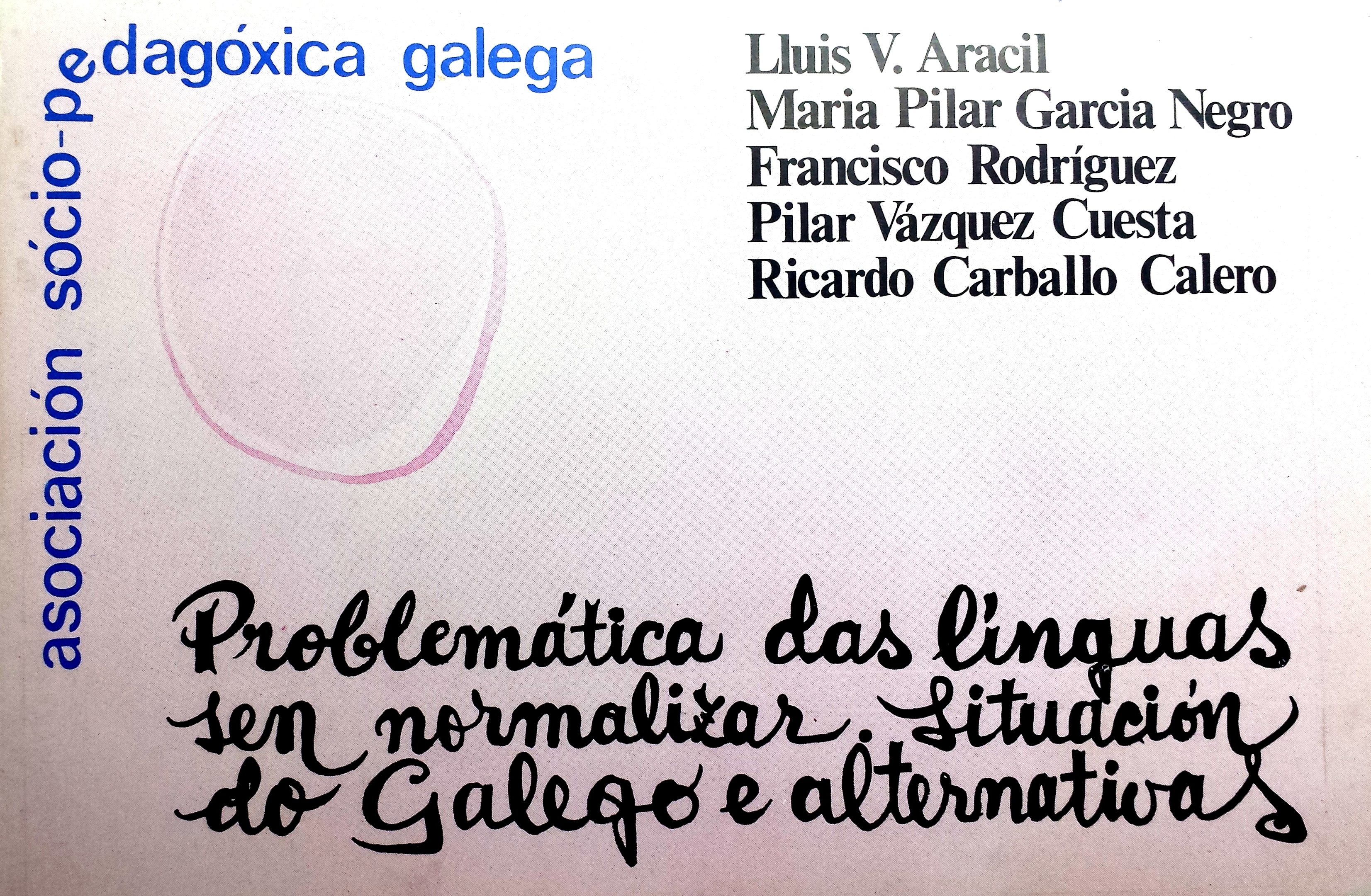
Santiago de Compostel·la, 1980

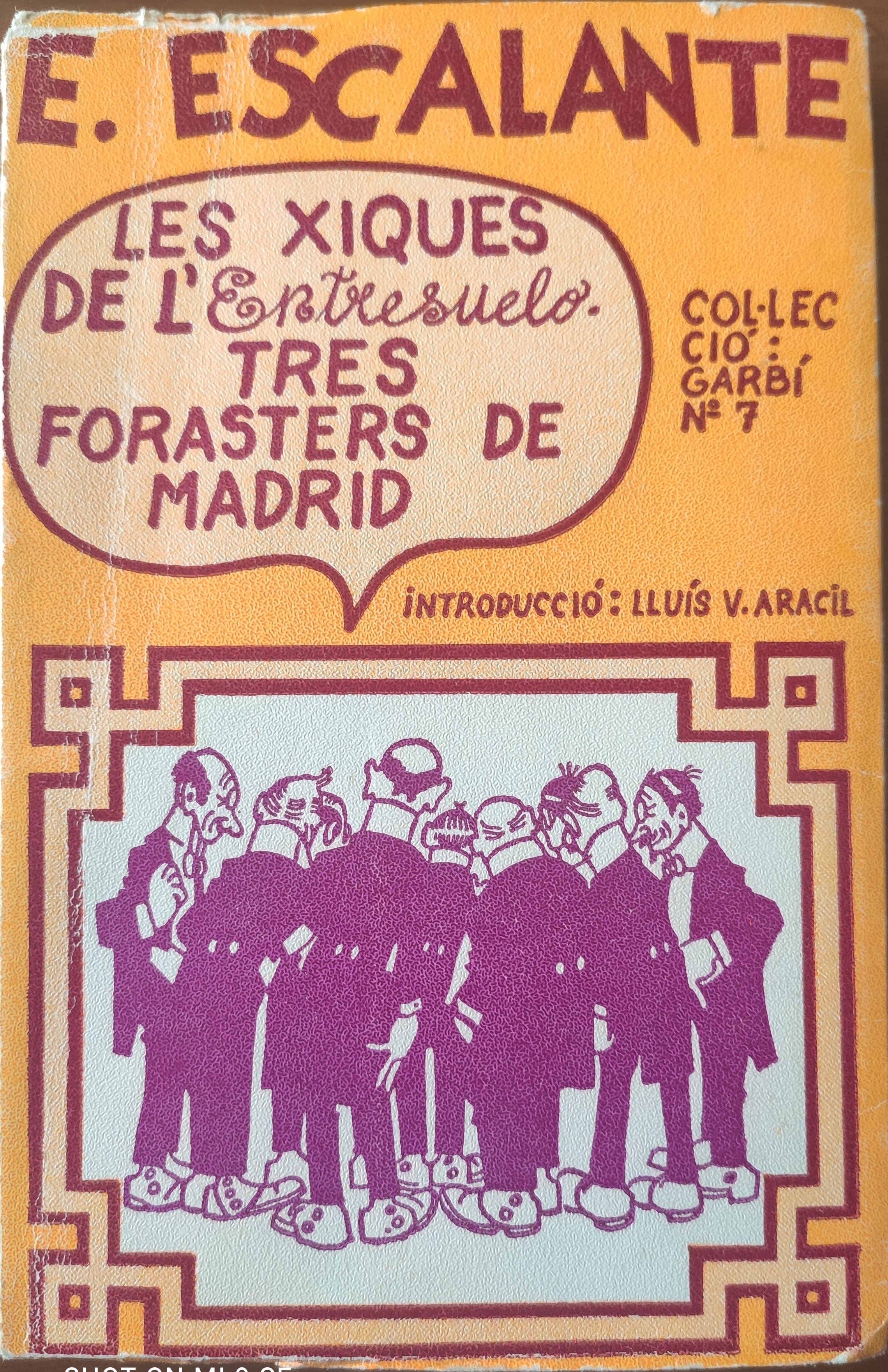
E. Escalante, "Les xiques de l'entresuelo... (1968)

Lluís Aracil nasqué a València el 1941 en una família benestant de la burgesia de la capital valenciana; el seu pare era advocat d'ideologia carlina, mentre que la seua mare provenia d'una família de liberals. Estudià primer al col·legi dels jesuïtes de València i més endavant va cursar les carreres de Dret, i de Filosofia i Lletres a la Universitat Literària de València. Durant 1964-65 va fer el servei militar en l'Auditoría de Guerra i en el Parque y Maestranza de Artillería, a Madrid. El seu interès des de molt jove per la sociologia del llenguatge el va portar a llegir, durant el període militar, l'obra Languages in contact (1953) d'Uriel Weinreich.
Poc temps després, l'any 1968, publicà dos sainets d'Escalante amb una introducció que esdevingué una referència clàssica de la sociolingüística valenciana. L'atorgament d'una beca de l'American Council Learned Societies li va permetre fer recerca als Estats Units entre 1971 i 1973. Allí va tenir contactes amb coneguts sociolingüistes americans com Joshua Fishman i Charles A. Ferguson; i hi va trobar un ambient molt favorable a la recerca que va deixar una forta empremta intel·lectual en el jove Aracil.
Després del retorn a València, el 1973, forma part del Grup Català de Sociolingüística, exerceix de professor del Departament de Filologia Catalana de la Universitat de Barcelona des del 1976 fins al 1987, i és nomenat president del Research Committee on Sociolingüistics (1978-1982).
A la dècada dels vuitanta, crea l'extraacadèmic Seminari de Sociolingüística de Barcelona (1981-1987), i publica Papers de sociolingüística (1982) i Dir la realitat (1983), que recullen una part important dels seus textos i assaigs, i que esdevindran clàssics de la sociolingüística catalana. En aquesta època, Aracil estableix un model dinàmic i diacrònic de conflicte lingüístic, que contrasta amb el concepte estàtic de diglòssia. En aquest context, popularitza els termes de normalització lingüística, substitució lingüística, àmbits d'ús i minorització, que són assumits pels Grups de Defensa de la Llengua, i d'altres que no tindran tanta fortuna com els d'interposició i intrusió.
Des de finals dels vuitanta, Aracil abandona la Universitat i s'aparta del catalanisme habitual, pensant que les seues aportacions eren desvirtuades i instrumentalitzades. En la dècada dels noranta, Aracil crea el Seminari de Sociologia de València (1989-2001) i el Seminari de Sociologia de Barcelona (1994) i, en general, tot i que investiga la història social de les llengües d'Europa, la seua trajectòria s'aparta de la sociolingüística i s'acosta més a la sociologia com a disciplina per a explicar la complexitat de la civilització.
Reaparegué a l'escenari públic el 18 de gener de 2012 quan feu una conferència a l'Ateneu Barcelonès titulada «De Hitler als mercats: intimidació i submissió en els segles XX i XXI».
L’índex de continguts de Papers de sociolingüística (1982) és el següent: «Prefaci», per Pierre Achard (1979), «Conflicte lingüístic i normalització lingüística a l'Europa nova» (1965), «El bilingüisme com a mite» (1966), «La (pre)història de la sociolingüística» (1971), «La revolució sociolingüística catalana» (Presència, 1975), «Sociolingüística: revolució i paradigma» (1974), «Sociolingüística» (Ictineu, 1979), «Substitució lingüística» (Ictineu, 1979), «Les etapes epistemològiques de la recerca sociolingüística» (1980), «Educació o sociolingüística» (TSC 2, 1979), «Projecte per a una institució per a l’ús del català» (València, gener 1977) I «Remarques al projecte “Manual de llengua catalana”» (novembre 1978).
L’índex de continguts de Dir la realitat (1983): «És clar — si jo ho sabeu», «La història sociolingüística d'Europa: El tema i la temptació», «El racionalisme oligàrquic», «Quina sociolingüística», «L'estandardització del català modern en justícia a Josep Calveras», «L’arenga de l’ase» (1980), «Qui té por de qui al País Valencià», «Et tout le reste est literature», «La llengua dels avis al País Valencià, una cronologia trabucada?», «Sobre la situació minoritària», «L'esprint de les dones»; Les dimensions de L'universalité de la langue français: «Tres vides perpendiculars: Rivaroli, Cloots, Grégoire», «Sobre el tràfec dels models» i «Romanística i sociolingüística» (Ciutat de Mallorca, 1980).

## Obres

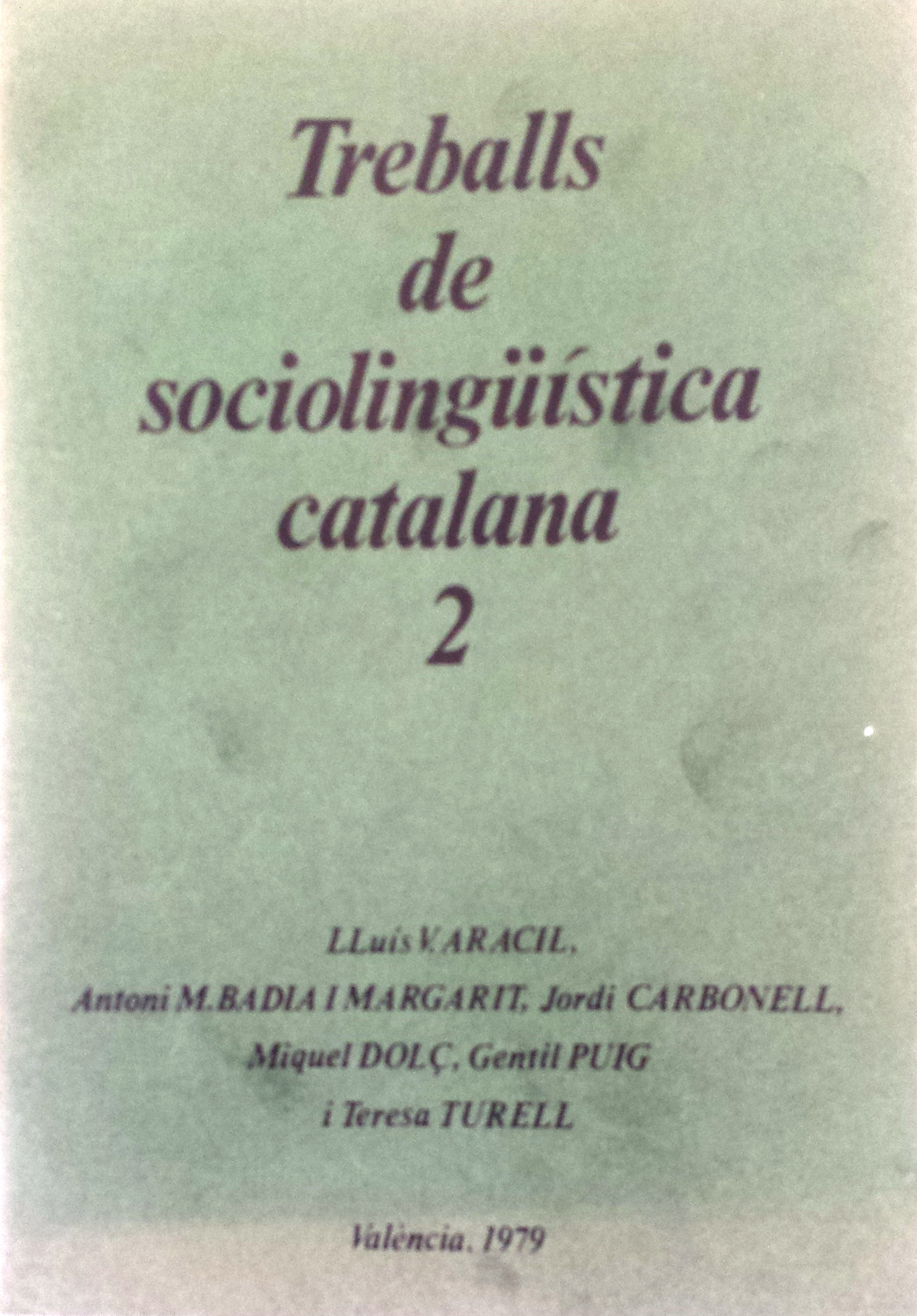

- Conflit linguistique et normalisation linguistique dans l'Europe nouvelle. 1a ed.: Nancy: CEU, 1965. Reimpressió: «Cahiers de l'IRSCE», I. Perpinyà: Institut de Recherche en Sciences de la Comunication, 1976.
- «A Valencian dilemma»/«Un dilema valencià», en: Anthology of Valencian Realist Poetry, Thomas F. Glick i Lluís V. Aracil (eds.). Identity Magazine, 24, Cambridge, Mass., 1966, pàg. 17-29.
- «Introducció», en: Eduard Escalante. Les xiques de l'entresuelo. Tres forasters de Madrid. Barcelona: Lavínia, 1968, pàg. 7-88; col·lecció «Garbí» 7.
- «Educació i sociolingüística», en: Treballs de Sociolingüística Catalana, vol. 2. València: Eliseu Climent, 1978.
- «A sociolingüística da experiencia e da acción. O modelo galego», en: Problemática das linguas sen normalizar. Situación do galego e alternativas. Santiago de Compostel·la: Asociación Socio-pedagóxica Galega-Xistral, 1980, pàg. 17-33.
- «Et tout la reste est literature», L'Espill, 16, 1982, pàg. 57-70.
- Lo bilingüisme com a mite. Trad. de Maria Clara Viguier. Tolosa de Llenguadoc: Institut d'Estudis Occitans, 1982; col·lecció «A Tots», 71.
- Papers de sociolingüística.  Barcelona: La Magrana, 1982; 1986, 2a ed., rev. i aug.
- Dir la realitat.  Barcelona: Edicions Països Catalans, 1983.
- «Història inèdita de la llengua catalana», en: Canigó, 806-807, març 1983, p. 28-31; Caplletra, 21, primavera 1997, pàg. 185-190.
- Euskara gizarte bizitzan: («Tolosan Euskaraz» Ihardudnaldiak). Tolosa: Ajuntament de Tolosa, 1984.
- «Tendencias, etapas y mecanismos del proceso de substitución lingüística», en: Congrés de Sociologia de les Llengües Minoritzades, Getxo (Biscaia), 1-5 d'octubre de 1984 (Transcripció: E.G.C.).
- Para uma história de «Iruinean sortua»: «Declaração de Pamplona» e comentários. A Coruña: I.E.L.-G. da Associação de Amizade Galiza-Portugal, 1993.
- La mort humana. Miquel Àngel Castillo i Eulàlia Torras (eds.).  Barcelona: Empúries, 1998.
- «La dignidad humana (Pistas para la historia de un tema inactual)», Aracil De Hominis Dignitate, en: IV Seminario de Cullera, setembre 1999 (26 pàg.).
- Do latim às linguas nacionais: Introdução à história social das linguas europeias. Cristóvão d'Ângelo i Josep J. Conill (eds.).  Santiago de Compostel·la: Associação de Amizade Galiza-Portugal, 2004.
- «Joan Fuster-Lluís Vicent Aracil», en: Joan FUSTER: Correspondència 14. La generació valenciana dels seixanta. Edició de Juli Capilla. València: Edicions Tres i Quatre, 2013, vol. 14, pàg. 89-182.